# Караваево (Костромская область)
Карава́ево — посёлок в Костромском районе Костромской области, административный центр Караваевского сельского поселения.

## География
Посёлок расположен к юго-востоку от Костромы в непосредственной близости от границ города. Имеет также общую границу с Никольским и Минским сельскими поселениями, Красносельским муниципальным районом. К северу от Караваево начинается типичная зона южной тайги с непроходимыми лесами, болотами и реками, с её характерной флорой и фауной. В XVII веке территория имела заросли можжевельника и сосновые боры. Можжевельники в XX веке исчезли, а боры сохранились.

## История
Впервые Караваево как феодальная усадьба слуги московского князя Коровая названо в судебных документах великого князя 1498 года. От Коровая пошли дворяне Караваевы и Кузьмины-Караваевы. Они сохраняли свои владения вплоть до 1917 года. При слиянии речки Опакуши и реки Сендеги с XV века существовала господская усадьба. В начале XIX века Караваево принадлежало помещикам Греве, затем Пазухиным, генеральше Усовой. Её дочь Анна Михайловна вышла замуж за представителя древнего знатного рода Владимира Федоровича Шишмарёва, в будущем советского историка и филолога, академика. До 1926 года Шишмаревы жили в усадьбе Караваево и г. Костроме. Анна Михайловна увлекалась ведением сельского хозяйства в своем имении на 321 гектар. При обширной усадьбе был роскошный парк, пруды, образцовое хозяйство со стадом редких племенных коров и лошадей. А. М. Шишмарева со своим замечательным голосом была звездой Костромской оперы.
В 1920 году на базе её имения создан племсовхоз «Караваево», позже государственный племенной рассадник крупного рогатого скота (племсовхоз «Караваево»). Совхоз прославился выведением костромской породы коров мясо-молочного направления и стал «витриной» достижений советского сельского хозяйства.
В 1958 году постановлением Совета Министров СССР было принято решение о переводе на земли учебного хозяйства в посёлок Караваево Костромского сельскохозяйственного института с созданием учебно-производственного городка на площади более 200 гектар. В октябре 1964 года состоялось открытие первого в стране вуза «на земле»
Куратором совхоза и института от ВАСХНИЛ был академик Д. А. Кисловский. В бывшем барском особняке поселились главный зоотехник С. И. Штейман и директор совхоза В. В. Шабаров. Позднее директором был назначен В. А. Шаумян. В настоящее время ОАО «Караваево», созданное на базе совхоза — единственное крупное сельскохозяйственное предприятие поселения.
В год 500-летия Караваево в 1998 г. посетил Президент РФ Б. Н. Ельцин.

## Население
| 1970  | 1979  | 1989  | 2002  | 2008  | 2010  | 2014  |
| ----- | ----- | ----- | ----- | ----- | ----- | ----- |
| 6002  | ↗7481 | ↗8365 | ↘7668 | ↗8227 | ↘7515 | ↗7988 |
| 2021  |       |       |       |       |       |       |
| ↘6857 |       |       |       |       |       |       |

## Социальная сфера
На территории посёлка расположены: Костромская государственная сельскохозяйственная академия, Костромской филиал Российской академии менеджмента и агробизнеса,  спорткомплекс «Урожай», центральная районная библиотека, центр народной культуры «Традиция», фольклорный ансамбль танца «Карусель», детская школа искусств, МБОУ «Караваевская средняя общеобразовательная школа», 5 детских садов: Детский сад № 1, Детский сад № 2, детский сад №3 "Улыбка", детский сад "Солнышко" и детский сад "Сказка".

## Религия

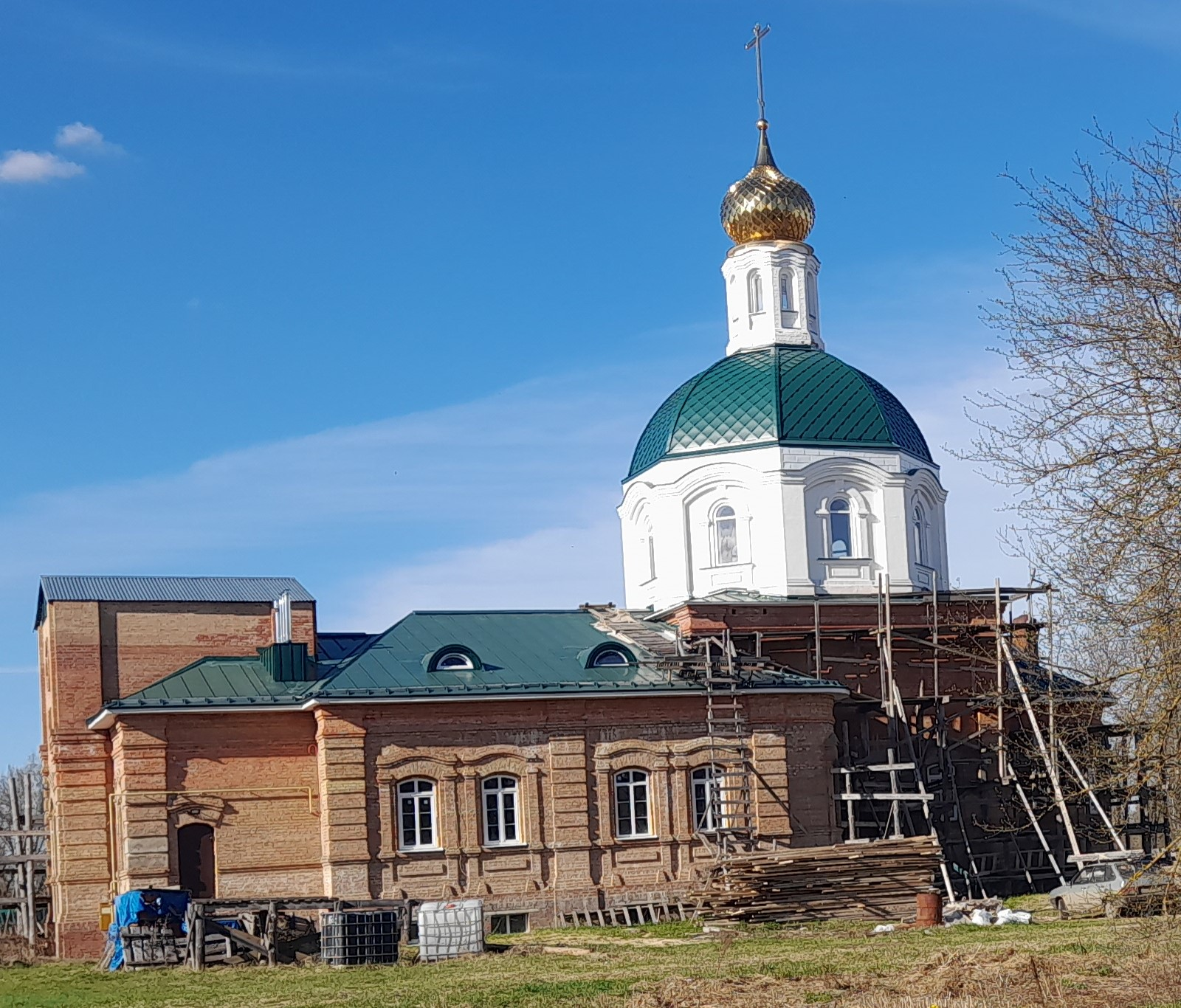
Церковь Сретения Господня

В посёлке располагается церковь Сретения Господня. Этот храм, возводящийся на средства прихожан, не только служит духовным центром для местного сообщества, но и представляет собой значимую архитектурную достопримечательность. 7 января 2025 года в церкви прошла первая литургия.

## Здравоохранение
В Караваево имеется лишь одно здравоохранительное учреждение: Караваевская участковая больница, расположенное на улице Жашковской.

## Парк «Караваево»

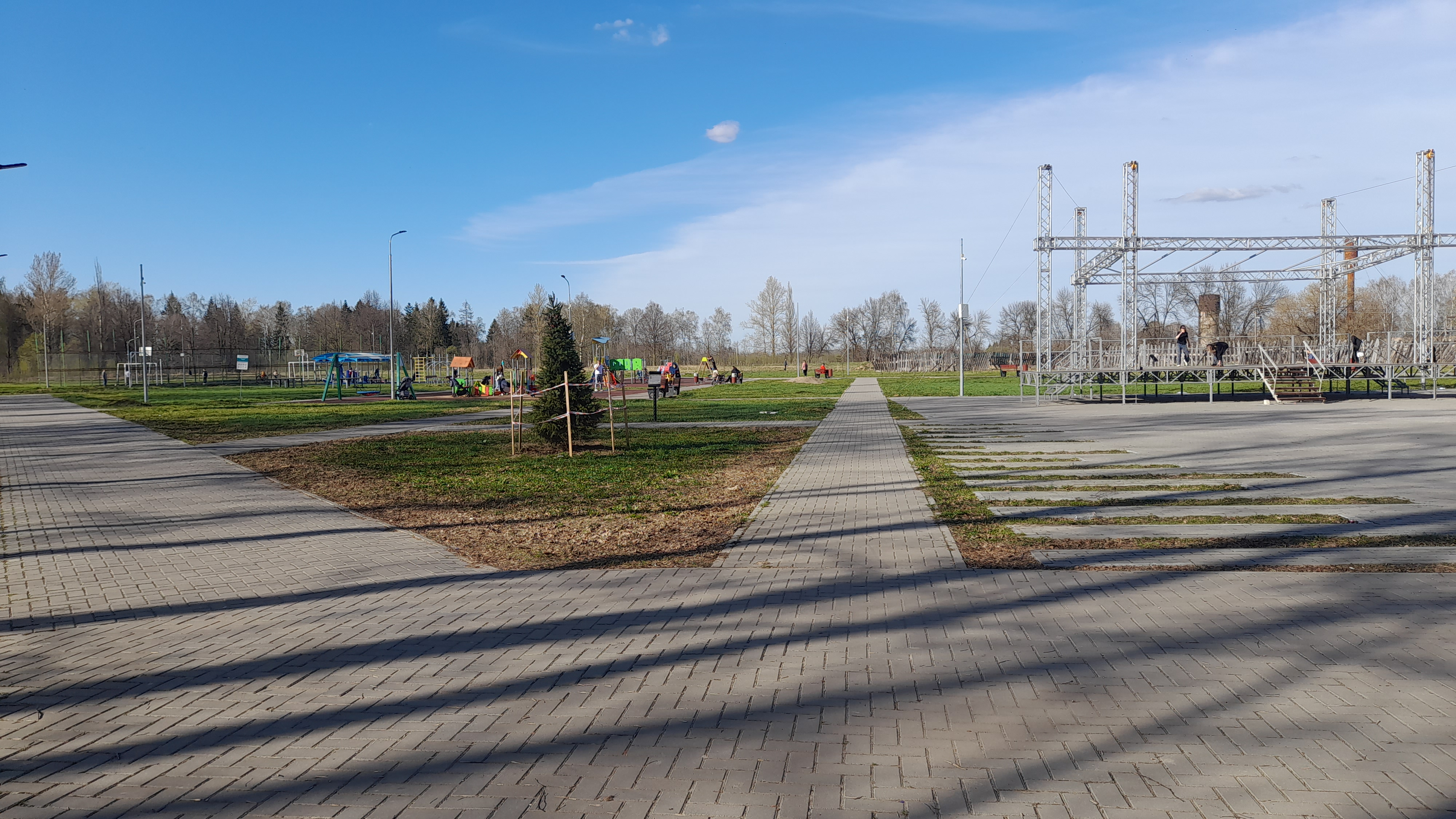
Парк «Караваево»

Обширные территории парка предлагают разнообразные возможности для проведения досуга и занятий спортом. Спортивная площадка и тренажёры обеспечивают возможность заботиться о физической форме. Для детей здесь обустроены две детские площадки. Сцена, расположенная в парке, является местом для проведения различных мероприятий, от концертов до театральных постановок. Площадка для выгула собак позволяет питомцам наслаждаться свободой и игрой под присмотром своих хозяев.

## Достопримечательности
- Въездной знак "Государственный племенной завод Караваево"
- Въездной знак "Караваево - посёлок трудовой славы"
- Мемориал "Воинам-караваевцам, погибшим в годы Великой Отечественной войны"
- Мемориальная доска "В честь Героя Советского Союза капитана Ивана Гавриловича Харчина"
- Аллея героев

## СМИ

### Пресса
Журнал «Аграрный вестник Нечерноземья»